# Giuseppe Mininni
Giuseppe Mininni (Terlizzi, 1º maggio 1950) è uno psicologo italiano.
I suoi studi si sono concentrati principalmente sulla psicologia della comunicazione, similmente ai suoi colleghi Giuseppe Riva e Luigi Maria Anolli.

## Biografia
Laureatosi nel 1975 in Filosofia presso l'Università degli Studi di Bari, svolge in seguito l'attività di traduttore dalla lingua francese, inglese e tedesca per conto di alcuni editori, nonché collabora presso numerose riviste italiane ed estere di psicologia.
Dal 1979 inizia la sua collaborazione con la rivista Scienze Umane, la quale terminerà solo nel 1992. L'anno seguente è chiamato dalla Comunità Europea a prender parte ad una commissione di ricerca sugli ostacoli della comunicazione interculturale tra italiani e tedeschi.
Nel 1982 fonda insieme ad altri colleghi l'International Society of Applied Psycholinguistics (ISAPL).
Nel 1989 è inoltre membro fondatore dell'Institut Européen pour le Développement des Potentialités de tous les Enfants (IEDPE).
Nel 1990 scrive alcune voci per l'Encyclopedia of Language & Linguistics.
Diviene membro dell'International Scientific Board dell'ULTRU (University Language Teaching Resource Unit di Toronto) e dell'European Association of Experimental Social Psychology.
Nel 1995 coordina il gruppo di studiosi e di tecnici che ha realizzato la prima opera ipertestuale e multimediale in ambito psicologico, chiamata EPOSS (Elementi di Psicologia per Operatori nei Servizi Sociali) e realizzata su due CD-ROM.

## Attività di ricerca
Le sue attività di ricerca si incentrano principalmente sull'assetto epistemologico della psicologia, il suo orientamento discorsivo e culturale, sulle metodologie qualitative.
Altri studi più recenti sono stati compiuti sulla metafora e sulle retoriche della comunicazione mediata (principalmente affrontati nel suo libro del 2010 Teste e testi), nonché sulla costruzione discorsiva dei dilemmi etici.

## Attività istituzionale e didattica
Ha insegnato nel corso degli anni, tra le aule dell'Università degli Studi di Bari: Psicolinguistica presso la facoltà di Lingue e Letterature Straniere; Psicologia sociale del linguaggio e Psicologia generale presso la facoltà di Psicologia; Psicologia della moda presso la facoltà di Scienze della Moda; Psicologia della pubblicità presso la facoltà di Economia; Psicologia della comunicazione presso la facoltà di Scienze della Comunicazione.
Dal 2002 al 2004 è stato Presidente del corso di laurea in Psicologia presso l'Università degli Studi di Bari.
In seguito è divenuto membro del senato accademico dell'ateneo.

## Opere
- Fondamenti della significazione, Bari 1977: Dedalo, pp. 223.
- Scuola e plurilinguismo (in collaborazione con Augusto Ponzio), Bari 1980: Dedalo, pp. 85–192.
- Psicosemiotica, Bari 1982: Adriatica, pp. 440.
- Dialogo e argomentazione, Bari 1983: Adriatica, pp. 309.
- Per parlare dei segni. Talking about signs (in collaborazione con Augusto Ponzio e Massimo Bonfantini), Bari 1985: Adriatica, pp. 285–490 e 529-542.
- Il linguaggio trasfigurato. Per una psicosemiotica della metafora, Bari 1986: Adriatica, pp. 269.
- Discorsi in analisi. Sociosemiotica dell'enunciazione, Bari  1988: Adriatica, pp. 270.
- Pensare la lingua. Profilo psicosemiotico di educazione linguistica, Bari 1991: Adriatica, pp. 219.
- Diatesti. Psicosemiotica del discorso sociale, Napoli 1992: Liguori, pp. 250.
- Essays in Applied Psychosemiotics, Toronto 1994: Monograph Series of Toronto Semiotic Circle, n.14, pp. 57.
- Discorsiva mente. Profilo di psicosemiotica, Napoli 1995: Edizioni Scientifiche Italiane, pp. 229.
- La comunicazione finzionante. Io, la televisione, Milano 1995: Franco Angeli, pp. 192 (in collaborazione con Rodolphe Ghiglione)
- Psicologia del parlare comune, Bologna 2000: Grasso Editore, pp. 273.
- Il discorso come forma di vita, Napoli 2003: Guida.
- Psicologia e media, Roma-Bari 2004: Laterza.
- La psycholinguistique à l'oeuvre dans la traduction, Torino 2007: L'Harmattan Italia srl, pp. 77.
- Il senso dell'organizzazione, Roma 2008: Carocci.
- Psicologia cultural da midia, Sao Paulo 2008: A. Girafa Editora – Ediçoes SESC
- Teste e testi, Roma 2010: Aracne.

| Controllo di autorità | VIAF (EN) 9950863 · ISNI (EN) 0000 0000 5511 1737 · SBN BVEV012078 · LCCN (EN) n82244155 · BNF (FR) cb124881558 (data) |